# The Greater Power (film 1916)
The Greater Power è un cortometraggio muto del 1916 che aveva come interpreti Harry Griffith e Katherine Griffith. Il nome del regista non viene riportato nei credit del film che, basato su soggetto di Willis Robards, fu prodotto dalla Bison Motion Pictures e distribuito dalla Universal Film Manufacturing Company,

## Produzione
Il film fu prodotto dalla Bison Motion Pictures.

## Distribuzione
Distribuito dalla Universal Film Manufacturing Company, il film - un cortometraggio in due bobine - uscì nelle sale statunitensi il 2 dicembre 1916.